# Our Time
"Our Time" é uma canção da cantora britânica Lily Allen, lançado em 10 de março de 2014 como o terceiro single do terceiro álbum de estúdio de Allen, Sheezus (2014).

## Antecedentes
Allen lançou seu segundo álbum de estúdio, It's Not Me, It's You, em 2009, com uma mudança de gênero para synthpop invés ao ska e às influências de reggae de seu álbum de estreia Alright, Still (2006). O álbum estreou no número um na UK Albums Chart e Australian Albums Chart e foi bem recebido pela crítica, observando a evolução e maturidade musical da cantora. Do disco foram extraídos os hits "The Fear" e "Fuck You", populares principalmente na Europa. Allen e Amy Winehouse foram creditadas com o início de um processo que levou à proclamação da mídia do "ano das mulheres", em 2009, que viu cinco artistas femininas musicais de "experimentalismo e destemor" nomeadas para o Mercury Prize.
Em 2009, Allen anunciou que ela estaria tomando um hiato de atividades musicais. No ano seguinte, ela abriu uma loja de aluguel de moda chamada Lucy in Disguise com sua irmã Sarah, seguido pelo lançamento de 2011 sua própria gravadora.

## Tabelas musicais
| Tabela musical (2014)                 | Melhor posição |
| ------------------------------------- | -------------- |
| Austrália - ARIA Albums Chart         | 60             |
| Reino Unido - Official Charts Company | 43             |